# Nkawkaw

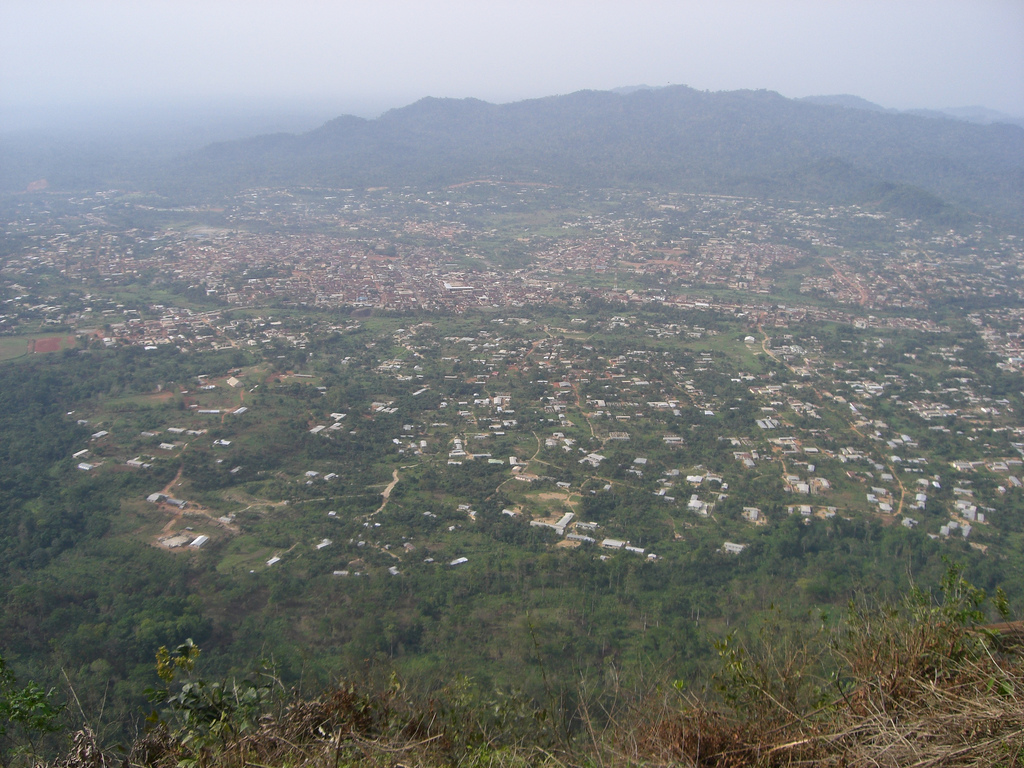
Vy över Nkawkaw.

Nkawkaw är en ort i södra Ghana. Den är huvudort för distriktet Kwahu West, och folkmängden uppgick till 47 968 invånare vid folkräkningen 2010.